# 라이 (모델)
라이(일본어: ライ, 영어: Lie, 1985년 2월 27일 ~ )는 일본의 모델, 디스크 자키이다. "라이" 이전에는 케이(Kei, ケイ)라는 예명으로 활동했다.